# Rytidosperma carphoides
Rytidosperma carphoides är en gräsart som först beskrevs av Ferdinand von Mueller och George Bentham, och fick sitt nu gällande namn av Henry Eamonn Connor och Elizabeth Edgar. Rytidosperma carphoides ingår i släktet kängurugräs (släktet), och familjen gräs. Inga underarter finns listade i Catalogue of Life.